# Cephalobyrrhus sichuanensis
Cephalobyrrhus sichuanensis is een keversoort uit de familie dwergpilkevers (Limnichidae). De wetenschappelijke naam van de soort werd in 1998 gepubliceerd door Andreas Pütz.